# San Marino a 2006. évi téli olimpiai játékokon
San Marino az olaszországi Torinóban megrendezett 2006. évi téli olimpiai játékok egyik részt vevő nemzete volt. Az országot az olimpián 1 sportágban 1 sportoló képviselte, aki érmet nem szerzett.

## Alpesisí
Férfi
| Versenyző       | Versenyszám      | Eredmény      | Helyezés      |
| --------------- | ---------------- | ------------- | ------------- |
| Marino Cardelli | Óriás-műlesiklás | nem ért célba | nem ért célba |